# Roderick Thorp
Roderick Mayne Thorp, Jr. (1 de septiembre de 1936 - 28 de abril de 1999) fue un novelista estadounidense principalmente especializado en novelas policíacas. Es más conocido por su best seller Nothing Lasts Forever, que fue la base para la película Die Hard, protagonizada por Bruce Willis. Su novela de 1966 El detective fue adaptada en la película de 1968 del mismo nombre, protagonizada por Frank Sinatra como el detective Joe Leland.
Die Hard sigue la idea original de Nothing Lasts Forever estrechamente. Varias de las escenas, personajes y diálogos memorables de la película son tomados directamente de la novela. Los Angeles Times lo llamó "Un feroz, sangriento y violento libro tan decididamente brillante en concepto y ejecución debe ser leído de una sola vez." Otras dos novelas de Thorp, Rainbow Drive y Devlin, fueron adaptadas a Telefilmes.
Thorp murió  de un ataque cardíaco en Oxnard, California.

## Primeros años
Como un joven graduado de la universidad, Thorp trabajó en una agencia de detectives, propiedad de su padre. Más tarde, él enseñaría literatura y charlas sobre escritura creativa en escuelas y universidades en Nueva Jersey y California, y también escribió artículos para diarios y revistas.

## Novelas
- Into the Forest (1961)
- El detective (1966)
- Dionysus (1969)
- The Music of Their Laughter: An American Album (1970)
- Wives: An Investigation (1971)
- Slaves (1973)
- The Circle of Love (1974)
- Westfield (1977)
- Nothing Lasts Forever (1979)
- Jenny and Barnum: A Novel of Love (1981)
- Rainbow Drive (1986)
- Devlin (1988)
- River: A Novel of the Green River Killing (1995)

## Filmografía
- El detective (1968) (novela)
- Die Hard (1988) (novela)
- Die Hard 2 (1990) (algunos personajes originales)
- Rainbow Drive (1990) (novela)
- Devlin (1992) (novela)
- Deep Down (1994) (elenco)
- Die Hard with a Vengeance (1995) (algunos personajes originales)
- Live Free or Die Hard (2007) (algunos personajes originales)
- A Good Day to Die Hard (2013) (algunos personajes originales)